# Patrick Robinson (acteur)
Patrick Robinson (Londen, 6 november 1963) is een Engelse acteur.

## Biografie
Robinson werd als vijfde kind van Jamaicaanse ouders geboren in een gezin met uiteindelijk zeven kinderen. Hij is een neef van Ian Wright.
Toen hij veertien was, werd Robinson lid van de South East London School Drama Group.  Op latere leeftijd studeerde hij af aan de London Academy of Music and Dramatic Art en sloot hij zich aan bij de Royal Shakespeare Company. In 2020 werd de Engelsman genomineerd voor een TV Times Award met zijn rol in de film Sitting in Limbo.

## Filmografie (selectie)
| Jaar        | Titel              | Rol              | Type productie | Opmerkingen           |
| ----------- | ------------------ | ---------------- | -------------- | --------------------- |
| 1990 - 2014 | Casualty           | Martin Ashford   | Televisieserie | 183 afleveringen      |
| 2003        | Belly of the Beast | Leon Washington  | Film           |                       |
| 2008 - 2010 | The Bill           | Jacob Banks      | Televisieserie | 65 afleveringen       |
| 2013        | Midsomer Murders   | Gregory Brantner | Televisieserie | Tweedelige aflevering |
| 2020        | Sitting in Limbo   | Anthony          | Film           |                       |
| 2021        | Death in Paradise  | Garfield Tourné  | Televisieserie | 1 aflevering          |
| 2022        | The Last Kingdom   | Father Benedict  | Televisieserie | 7 afleveringen        |
| 2022        | Shetland           | Lloyd Anderson   | Televisieserie | 6 afleveringen        |
| 2024        | Granite Harbour    | Grantley Lindo   | Televisieserie | 3 afleveringen        |
| 2024        | The Outlaws        | Sean             | Televisieserie | 5 afleveringen        |